# Johannes Bernard
Johannes Bernard (* 2. April 1926 in Berlin; † 9. Dezember 1989 in Erfurt) war ein deutscher römisch-katholischer Geistlicher, Fundamentaltheologe und Religionswissenschaftler.

## Leben
Nach dem Studium der Theologie am Philosophisch-Theologischen Studium Erfurt (heute Katholisch-Theologische Fakultät der Universität Erfurt) empfing Bernard 1957 in Berlin das Sakrament der Priesterweihe. Mit der Dissertationsschrift Die apologetische Methode bei Klemens von Alexandrien: Apologetik als Entfaltung der Theologie promovierte er 1968 bei Heinrich Fries zum Dr. theol.
1979 wurde er zum Professor für Fundamentaltheologie und Religionswissenschaft am Philosophisch-Theologischen Studium Erfurt ernannt, wo er bis zu seinem Tod lehrte.

## Schriften (Auswahl)
- Die apologetische Methode bei Klemens von Alexandrien. Apologetik als Entfaltung der Theologie (= Erfurter Theologische Studien. Bd. 21). St. Benno, Leipzig 1968.
- „Unsterblichkeit der Seele“ und „Auferstehung des Fleisches“. Die Schwierigkeit des Verstehens. Hrsg. von Fritz Hoffmann. St. Benno, Leipzig 1993.